# Мак-Магон, Патрис де
Мари́ Эдм Патри́с Мори́с, граф де Мак-Маго́н (по-французски Мак-Мао́н, фр. Marie Edme Patrice Maurice, comte de Mac-Mahon; 13 июля 1808, Сона и Луара — 17 октября 1893, Луаре) — французский военный и политический деятель, участник Крымской войны, сенатор (24 июня 1856 — 4 сентября 1870), маршал Франции и герцог де Маджента (с 5 июня 1859). Будучи убеждённым монархистом в 1873 согласился стать временным президентом Франции для содействия реставрации монархии, но остался на посту и после принятия республиканской конституции в 1875.

## Начало карьеры
Происходил из старинного ирландского католического рода, переселившегося во Францию после свержения Стюартов. По окончании курса в иезуитской коллегии и в военной школе Сен-Сир Мак-Магон поступил в кавалерию и одинаково усердно служил всем режимам.
В 1830-х годах он был командирован в Алжир, где 12 июня 1848 года был произведён в чин кампмаршала (приблизительный аналог генерал-майора). 16 июля 1852 года получил чин дивизионного генерала.
В августе — сентябре 1855 года, командуя 1-й пехотной дивизией II армейского корпуса Восточной армии в Крыму, взял Малахов курган.
Когда после покушения Орсини (1858) правительство внесло в парламент законопроект о чрезвычайных мерах охраны, Мак-Магон был единственным сенатором, голосовавшим против него. В 1858 году был назначен командующим французских войск в Алжире.

## Вторая война за независимость Италии
В 1859 году ввиду войны с Австрией он получил командование корпусом; на Маджентском поле он своевременным нападением на правый фланг австрийцев спас императора от опасности плена и одержал победу, являющуюся его главным военным подвигом; на самом поле битвы он сделан маршалом и герцогом Маджентским. Он отличился также в битве при Сольферино.
В 1861 году он был чрезвычайным послом Наполеона III в Кёнигсберге при короновании Вильгельма I.

## Алжир
1 сентября 1864 года был вновь поставлен во главе управления Алжира, где и оставался до 17 июля 1870 года. В крайне незавидном положении он нашёл эту провинцию и в ещё худшем оставил её. Он действовал в духе клерикализма и милитаризма, не обнаруживая инициативы, а лишь добросовестно исполняя приказания свыше; во время голода, сильно опустошившего Алжир, Мак-Магон ничего не сделал для борьбы с бедствием. Своим неумелым управлением он подготовил общее и опасное восстание туземцев, но франко-прусская война принудила правительство отозвать его из Алжира, и ответственность за восстание и необходимость усмирять его пала на других.

## Франко-прусская война
Во время войны 1870 года имя Мак-Магона связано с двумя страшными поражениями французской армии: при Вёрте, где Мак-Магон потерял половину своего I армейского корпуса, и при Седане. Мак-Магон, как он утверждал впоследствии, сознавал неразумность сосредоточения армии около Седана, но у него не хватило независимости, чтобы отстоять своё мнение. Утром 1 сентября раненый Мак-Магон передал командование генералу Дюкро, потом Вимпфену, и таким образом спасся от позора капитуляции, но не от плена.
По возвращении во Францию 15 марта 1871 года Мак-Магон 5 апреля был назначен главнокомандующим Версальской армией, командовал правительственными войсками во время осады Парижа, захваченного коммунарами.

## Президент Франции
Во время президентства Тьера роль Мак-Магона изменилась: до сих пор это был лишь солдат, теперь он стал политиком, на имени которого сошлись три ненавидевшие друг друга монархические партии — легитимистов, орлеанистов и бонапартистов — когда они искали преемника Тьеру. Эти партии совокупно составляли большинство в первом Национальном собрании эпохи республики, однако, каждая из них поддерживала своего кандидата на престол возможной новой французской монархии. Сам маршал не скрывал своих монархических симпатий, склоняясь к орлеанистам, поддерживавшим в качестве кандидата на престол графа Парижского, внука короля Луи-Филиппа.
24 мая 1873 года Мак-Магон был избран президентом республики. Началась реакция против всех мероприятий Тьера; префекты и вообще чиновники увольнялись массами за республиканские убеждения; стеснена была свобода сходок, клубов и проч. Вместе с тем, под покровительством президента велись интриги монархистов для восстановления монархии, разбившиеся лишь о их собственные раздоры и упрямство графа Шамбора, которого легитимисты рассматривали в качестве законного короля Франции Генриха V. Орлеанисты готовы были поддержать их в этом — престарелый граф не имел детей, и после его смерти самым вероятным престолонаследником был граф Парижский. Но они, как и Мак-Магон, не соглашались, однако, пожертвовать трёхцветным знаменем — граф же категорически настаивал на восстановлении белого знамени эпохи Реставрации. В ноябре 1873 года граф де Шамбор инкогнито прибыл во Францию, надеясь на поддержку Мак-Магона, но президент отказался с ним встречаться. Тогда же Национальное собрание приняло закон о продлении полномочий президента (до этого, как и у его предшественника Тьера, ограниченные сроком работы Собрания этого созыва) на 7 лет (Закон о «септеннате», орлеанисты составлявшие наиболее крупную фракцию в Собрании, во многом рассчитывали, что за это время бездетный и слабый здоровьем граф Шамбор умрёт, и это позволит монархистам сплотиться вокруг их кандидата).
В 1875 году Мак-Магон был решительным противником конституции в республиканском духе, которая, тем не менее, была принята Национальным собранием (положение о том, что главой государства является президент Республики, избираемый на 7-летний срок с правом переизбрания, после долгих дебатов было в неё включено). В 1877 году Мак-Магон согласился на образование кабинета Брольи, враждебного большинству палаты, и допустил сильное правительственное давление на выборах, но оно не увенчалось успехом: хотя в новой палате оказалось довольно значительное меньшинство, из монархистов и особенной группы «макмагонистов», но большинство было всё же республиканским. После 2-летней борьбы с палатой (см. Третья французская республика) Мак-Магон сложил с себя власть (30 января 1879). С тех пор он жил частным человеком в своём замке близ Монтаржи; в это время он выпустил книгу: «L’armée de Versailles, rapport officiel» («Версальская армия, официальный отчёт»; Пар., 1891).

## Награды
- Орден Почётного легиона:
  - Кавалер большого креста (1855)
  - Великий офицер (1853)
  - Командор (1849)
  - Офицер (1837)
  - Кавалер (1830)
- Воинская медаль (1857)
- Медаль в память об Итальянской кампании
- Орден Бани, рыцарь большого креста (Великобритания)
- Крымская медаль (Великобритания)
- Орден Золотого руна (Испания, 1875)
- Орден Камбоджи, большой крест (Камбоджа)
- Орден Чёрного орла (Пруссия)
- Орден Андрея Первозванного (Россия, 25.11.1874)
- Орден Святого Александра Невского (Россия, 25.11.1874)
- Высший орден Святого Благовещения (Сардинское королевство, 1859)
- Орден Святых Маврикия и Лазаря, большой крест (Сардинское королевство, 1859)
- Орден Серафимов (Швеция, 26.08.1861)